# IAI Scout
Le Scout est un drone (UAV) de reconnaissance tactique construit par IAI. Le projet a été dirigé par Charley Attali, David Harari et Michael Shefer, qui ont tous reçu le prix de la défense d'Israël en 1981,.

## Développement
Le premier développement eut lieu début des années 1970, sous l'impulsion de Alvin Ellis, nouvellement arrivé au sein de IAI. Un premier vol d’un appareil télécommandé disposant d’une caméra eut lieu en 1974 sans convaincre  IAI.
À la suite du premier vol du Tadiran Mastiff, IAI entreprit alors le développement du Scout en 1977.
Il fut présenté au public pour la première au Salon du Bourget en 1979.
Il est dans les années 1990 remplacé par le IAI Searcher.
Le Scout est construit en matière composite, et peut emporter suivant les missions différents types de senseurs.
Il peut être employé pour la reconnaissance photo ou infrarouge, la guerre électronique ou le brouillage d'émissions radio.

## Engagement
Les drones Scout et Tadiran Mastiff furent utilisés pendant l'opération Paix en Galilée  en 1982 au Liban et servirent à découvrir et à détruire la totalité des 28 sites de missiles sol-air des forces syriennes.

## Autres pays utilisateurs
États-Unis US Navy
 Sri Lanka